# Tvilling
 For alternative betydninger, se Tvilling (flertydig). (Se også artikler, som begynder med Tvilling)
|  | "Trillinger" omdirigeres hertil. For den danske kortfilm, se Trillinger (film fra 1989) |
Tvillinger er to personer der er resultatet af samme graviditet og derfor fødes næsten samtidig af samme moder.
Tvillinger kan være enæggede eller tveæggede.

## Enæggede tvillinger
Enæggede (monozygote) tvillinger opstår, ved at en enkelt befrugtet ægcelle deler sig og bliver to selvstændige fostre inden for de første 14 dage efter befrugtningen.[kilde mangler] Sådanne tvillinger vil starte med at have nøjagtig samme DNA-indhold, omend postzygotiske ændringer i DNA samt epigenetiske effekter kan opstå, så de ikke er helt genetisk identiske.
I ekstremt sjældne tilfælde kan enæggede tvillinger have forskelligt køn. Dette sker hvis der i et enægget drengepar opstår en fejl i celledelingen hos det ene foster og Y-kromosomet går tabt. Fænomenet kendes som post-zygotisk mitotisk non-disjunktion, og fostret vil udvikle sig til en pige pga det manglende kromosom. På grund af det manglende X-kromosom (i forhold til andre piger) vil pigen have Turners Syndrom, der kendetegnes ved lille højde og manglende kønsmodning (brystudvikling og menstruation), hvilket i dag kan behandles medicinsk. Enæggende tvillinger med forskelligt køn vil altså altid resultere i en pige med Turners Syndrom.[kilde mangler]
I ligeledes ekstremt sjældne tilfælde, kan to sædceller befrugte ét æg, hvorefter der kan dannes enæggede tvillinger med forskelligt køn, såkaldte sesquizygotiske tvillinger. 
Man kan ikke være "arveligt disponeret" til at føde enæggede tvillinger.[kilde mangler]

## Tveæggede tvillinger
Tveæggede (dizygote) tvillinger opstår ved at to forskellige ægceller bliver befrugtet med hver sin sædcelle. De to resulterende fostre vil arvemæssigt ikke ligne hinanden mere end andre søskende, og kan derfor være af samme eller hvert sit køn. (Der kendes enkelte eksempler på at tveæggede tvillinger har forskellige fædre og således kun er halvsøskende.)
I nogle familier er der en arvelig tendens til at føde tveæggede tvillinger. Kvinder som selv er tveæggede tvillinger, og deres søstre, har en større sandsynlighed for selv at få tveæggede tvillinger. Der er en statistisk signifikant større mulighed for tvillingfødsel, hvis moderen har været gravid før, og er ældre end 30 år.

## Tvillingetyper
Man skelner endvidere mellem forskellige tvillingetyper på baggrund af forholdene i livmoderen. Tvillinger kan enten have hver sin moderkage eller én fælles. De kan ligeledes enten dele eller have hver deres ydre fosterhinde (chorion) og indre fosterhinde (amnion). Disse forhold har stor betydning for graviditetens og fødslens forløb – jo mere tvillingerne deler, desto mere risikofyldt graviditet og fødsel.
Tveæggede tvillinger har hver sin moderkage og hver sin ydre og indre fosterhinde. De kaldes dichoriske og diamniotiske.
Enæggede tvillinger kan også være dichoriske og diamniotiske med to moderkager. Der er dog to andre muligheder. De kan dele den ydre fosterhinde og moderkagen, men have hver sin indre fosterhinde. De kaldes monochoriske og diamniotiske og er den mest almindelige form for enæggede tvillinger. I sjældne tilfælde deler de enæggede tvillinger også en indre fosterhinde og kaldes dermed monochoriske og monoamniotiske. 
Specielt tidligere var der er større sandsynlighed for at få tveæggede tvillinger ved kunstig befrugtning, da man typisk satte to befrugtet æg op i kvindens livmoder. Nu hvor teknikken er blevet bedre, er det mere normalt at der kun sættes et befrugtet æg op, hvilket reducerer sandsynlighed for tvillinger.

## Hyppighed
Lidt over to procent af alle fødsler i Danmark er flerbarnsfødsler. Langt de fleste af disse er tvillingfødsler - lidt over én procent af alle flerfødsler er trillinge- eller firlingefødsler. 
|                  | 2006  | 2007  | 2008  | 2009  | 2010  | 2011  | 2012  | 2013  | 2014  | 2015  | 2016  | 2017  |
| ---------------- | ----- | ----- | ----- | ----- | ----- | ----- | ----- | ----- | ----- | ----- | ----- | ----- |
| I alt            | 63834 | 63014 | 63906 | 61739 | 62422 | 57970 | 56898 | 54894 | 56016 | 57414 | 60790 | 60589 |
| Enkeltfødsler    | 62405 | 61622 | 62458 | 60387 | 61070 | 56715 | 55669 | 53718 | 54949 | 56443 | 59739 | 59544 |
| Tvillingefødsler | 1413  | 1372  | 1433  | 1337  | 1337  | 1237  | 1219  | 1163  | 1058  | 961   | 1042  | 1037  |
| Trillingefødsler | 16    | 20    | 15    | 15    | 15    | 17    | 10    | 13    | 9     | 10    | 9     | 8     |
| Firlingefødsler  | 0     | 0     | 0     | 0     | 0     | 1     | 0     | 0     | 0     | 0     | 0     | 0     |